# Вихідний еталон
Вихідний еталон (англ. reference measurement standard) — еталон, призначений для калібрування інших еталонів величини даного роду в конкретній організації чи в конкретному місці.
Для конкретної організації він має найвищі метрологічні характеристики. Як наслідок, калібруватися в самій організації він не може через відсутність в ній точніших еталонів. Калібрування вихідних еталонів в Україні здійснюють наукові метрологічні центри, метрологічні центри або калібрувальні лабораторії високого метрологічного рівня, як правило, акредитовані.
Як приклад, вихідним еталоном по масі може бути набір еталонних гир, відкалібрований в Національному науковому центрі «Інститут метрології». З допомогою цих гир  в організації калібрують інші (менш точні) еталонні гирі, що застосовуються для калібрування чи повірки робочих гир та ваг.